# Torkö
Torkö är en ö i Blekinge skärgård utanför Listerby i Listerby socken, Ronneby kommun.
På ön finns bland annat övergivna stenbrott där man numera kan ägna sig åt dykning. Under medeltiden fanns ett franciskanerklostret Sankta Clara på ön och av detta finns några murrester kvar.